# La Fin du magicien
La Fin du magicien est le troisième tome de La Guerre du chaos, série de fantasy écrite par Raymond Elias Feist.
Le livre est paru le 22 novembre 2013 aux éditions Bragelonne.

## Résumé
Dernier livre d'une saga épique : Pug et Magnus : père et fils affrontent les Terreurs (ennemi suprême) à l'aide l'ancien Valheru Tomas qui n'est plus le seul de son espèce sur Midkemia... Magie et guerre, pouvoir et tromperie : la fin de tous...

## Sources
- Le site officiel de Raymond E. Feist
- Le site des éditions Bragelonne
- Forum Les chroniques de Krondor (inscription requise)